# Lepidodexia zygox
Lepidodexia zygox är en tvåvingeart som först beskrevs av Hall 1938.  Lepidodexia zygox ingår i släktet Lepidodexia och familjen köttflugor.
Artens utbredningsområde är Venezuela. Inga underarter finns listade i Catalogue of Life.